# Michaël Borremans
Michaël Borremans (Geraardsbergen, 1963) és un pintor belga resident a Gant influït per artistes com Édouard Manet, Degas o Diego Velázquez. Va estudiar fotografia a la Hogeschool voor Kunst en Wetenschappen Sint-Lucas, però als anys 1990 es va passar a la pintura. Ha col·laborat a més amb altres projectes artístics com la portada del disc Vantage Point del grup dEUS i als últims anys, ha emprès treballs en tres dimensions.